# Adistemia convexa
Adistemia convexa es una especie de coleóptero de la familia Latridiidae.

## Distribución geográfica
Habita en Chile.